# 点描のしくみ
「点描のしくみ」（てんびょうのしくみ）は、日本のミュージシャン・吉井和哉の12枚目のシングル。2012年8月29日にEMIミュージック・ジャパンから発売された。

## 概要
前作から約1年半ぶりとなるシングル。ジャケットには点描画家大城清太が本作のために描いた作品「蓮玉 -れんぎょく」が使用されている。
ミュージック・ビデオは、高橋英介監督が手掛けており、モデルの栗原類が出演している。

## 収録曲
(全作詞・作曲・編曲：吉井和哉)
1. 点描のしくみ [4:37]
クロックワークス配給映画『鍵泥棒のメソッド』の主題歌。吉井にとって初の映画主題歌となった。
ミニアルバム『After The Apples』と同時期に製作された曲で、シングル候補としてストックしてあった[1]。
テレビ朝日系『ミュージックステーション』で、披露された。
2. 海へいこう [4:46]
戦争をモチーフとした楽曲。
3. ロックンロールのメソッド [3:54]
タイトルは、映画『鍵泥棒のメソッド』に掛けている。

## 収録アルバム
- 18 (#1、Album Version)
- SUPERNOVACATION (#3)

## 参加ミュージシャン
- 全演奏 - 吉井和哉
- オルガン - 鶴谷崇 (#2, #3)